# Giovanni De Gregorio
Giovanni De Gregorio, vulgo O Pietrafesa (Pietrafesa, 1579 ou 1580 — 1656) foi um pintor italiano do período barroco.
Pintou para igrejas e conventos em Nápoles. Pintou o retábulo da Assunção da Virgem Maria para a capela do convento de Marsico Nuovo.